# Transportpolizei

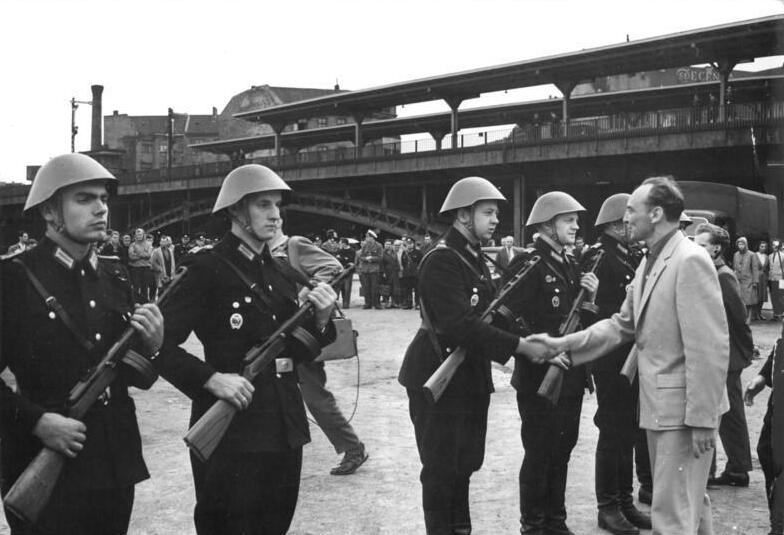
Cerimónia com os Transportpolizei para entrega de distinções relacionadas com a proteção da fronteira (construção do Muro). Berlim, 1961

Os Transportpolizei (Trapo) eram as tropas da República Democrática Alemã responsáveis pelo trânsito automóvel e ferroviário, entre outras atribuições. Faziam parte da Volkspolizei. A força policial tinha cerca de 8500 homens.